# Cicloturismo

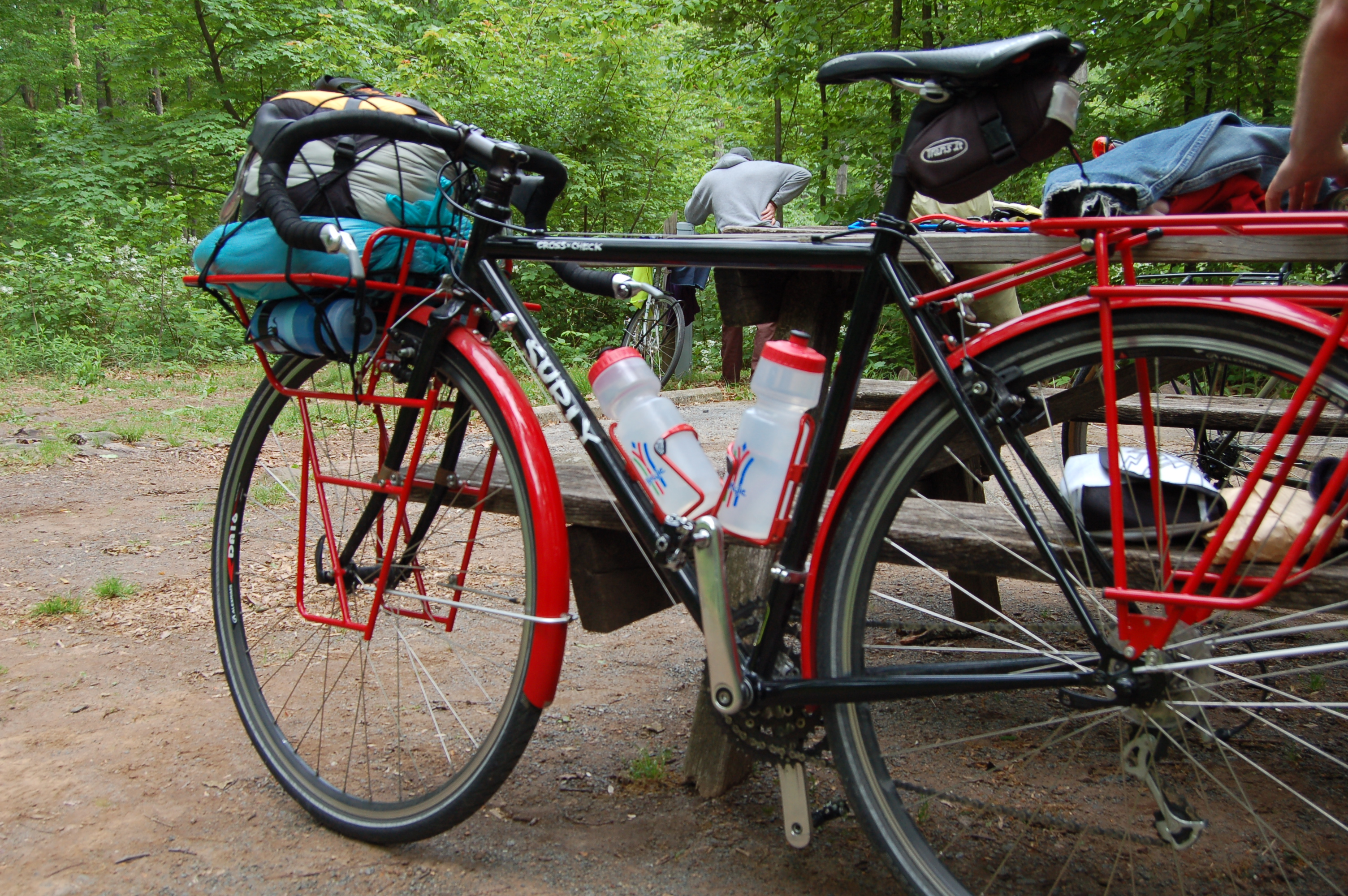
Bicicleta equipada para cicloturismo.

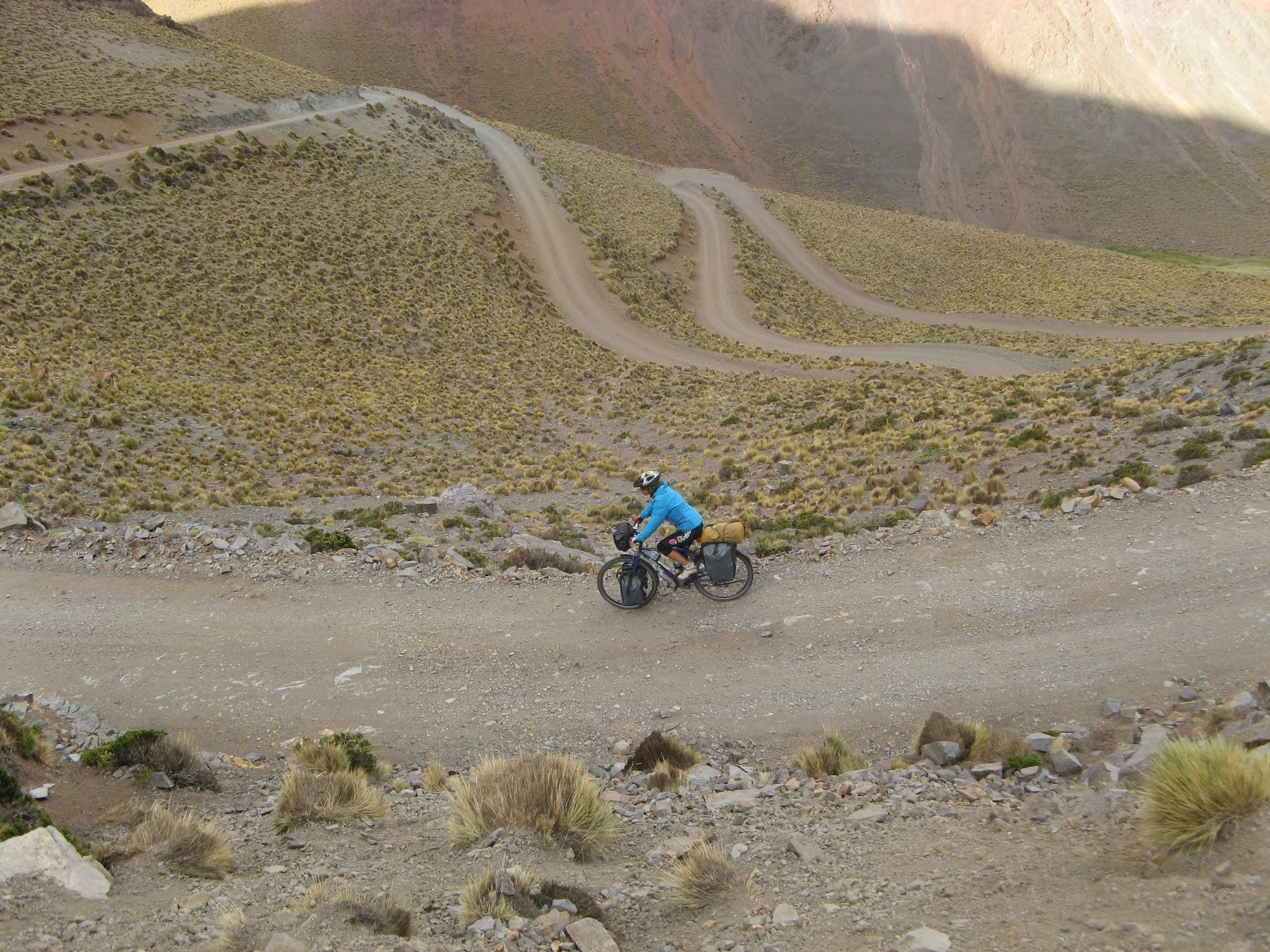
Cicloturismo en el Abra del Acay (a 5061 o 16 604 pies). Punto más alto de la Ruta Nacional 40 (Argentina) y paso de montaña más alto de América.

El cicloturismo de alforjas es el ciclismo dentro de una ruta turística, una actividad recreativa y no competitiva que combina la actividad física y el turismo. Consiste en viajar en bicicleta visitando los lugares que se encuentra uno a su paso. Se realiza por placer, no por competición, por lo que no se puede llegar a denominar práctica competitiva.
Se pueden hacer viajes de cualquier duración, tanto en el día como de varias semanas, meses o años. Una persona en razonable forma física y con una bicicleta cargada de equipaje, puede recorrer entre 50 y 150 km por día, dependiendo del tipo de terreno, por lo que se pueden cubrir distancias considerables en unos pocos días.

## La bicicleta para cicloturismo
Las configuraciones de bicicleta de turismo son muy variables y pueden incluir de carretera, híbrida, reclinadas, y configuraciones en tándem.
Una bicicleta de cicloturismo es una bicicleta diseñada o modificada para manejar el turismo en bicicleta. Para hacer las bicicletas suficientemente robustas, cómodas y capaces de llevar cargas pesadas, características especiales pueden incluir una larga distancia entre ejes (para el confort de marcha y evitar conflictos entre pedal-a-equipaje), materiales del cuadro que favorezcan la flexibilidad sobre la rigidez (para el confort de marcha), ruedas y neumáticos resistentes (para la capacidad de carga), y múltiples puntos de montaje (para bastidores de equipaje, guardabarros, y botellas de agua).

## Modalidades y estilos
- Rutas con coche de apoyo. Conducido por amigos/familiares o organizadas por empresas que suelen llevar una furgoneta de apoyo en la que viaja el equipaje, además de contar con herramientas y repuestos para solucionar cualquier avería, o poder actuar de «escoba» recogiendo a quienes no aguanten el ritmo o se lesionen.

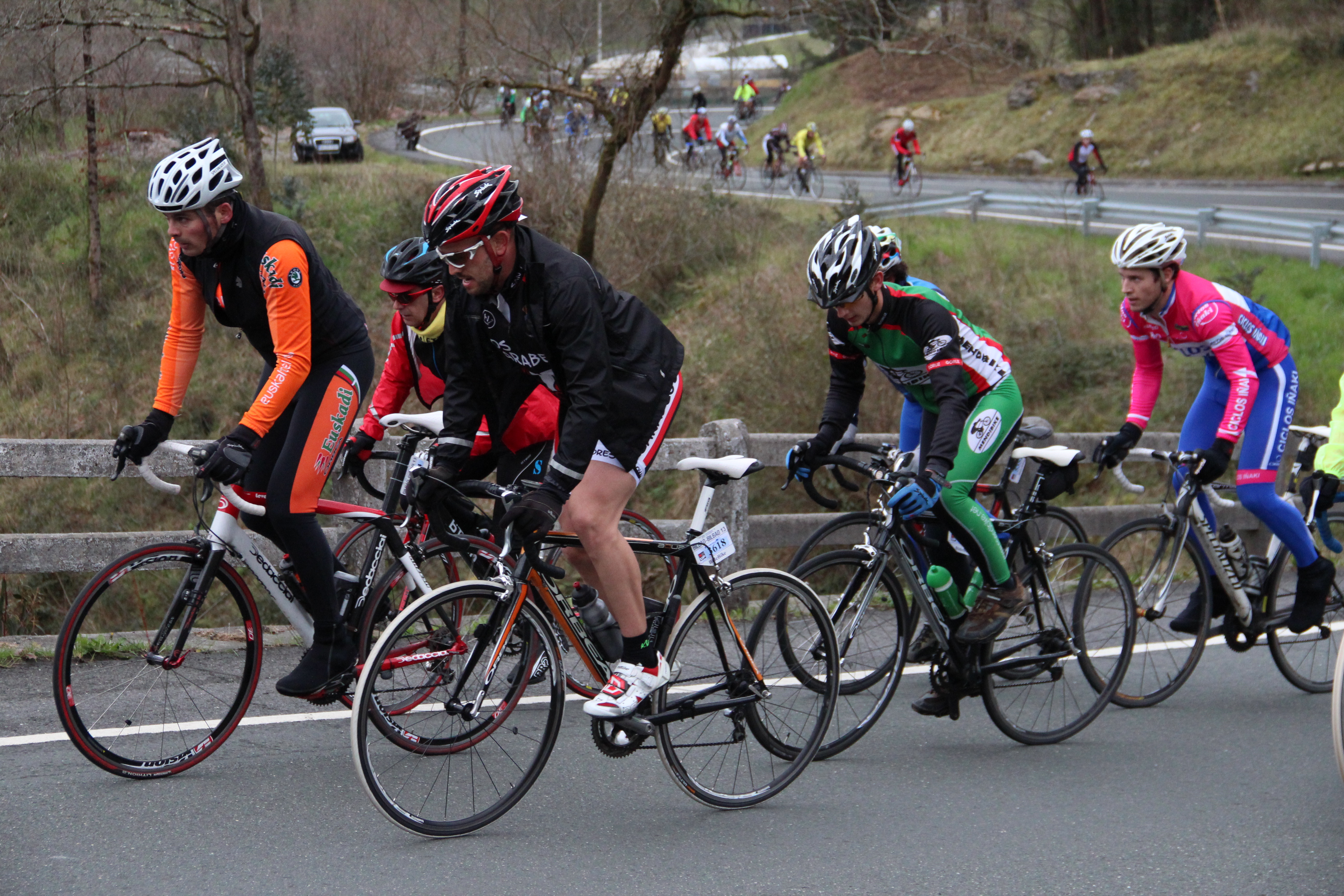
Marcha cicloturista organizada con miles de participantes

- De «tarjeta de crédito», es decir, alojándose en hoteles y comiendo en restaurantes.
- De autosuficiencia: cargando con todo lo necesario para acampar (tienda de campaña, saco de dormir, utensilios de cocina, etc.) o vivaquear.
- "Bikepacking" o cicloturismo de montaña: Combinación de bicicleta de montaña con cicloturismo de alforjas tradicional. Rutas populares en este sentido son la Transpirenaica en España o la Great Divide en Estados Unidos.

## Rutas populares

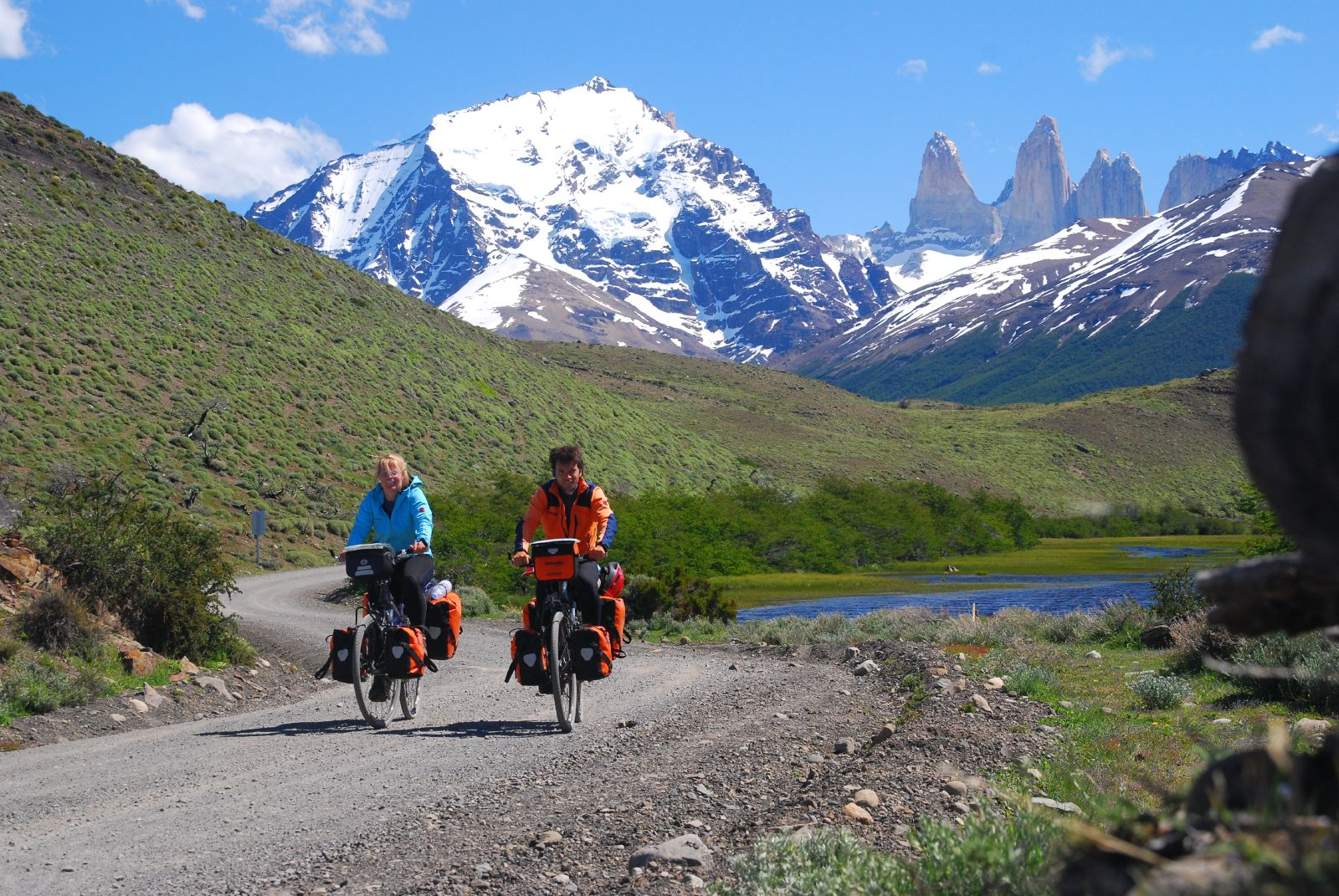
Cicloturismo tipo expedición en cordillera del Paine

Algunos países disfrutan de redes de carriles bici de largas distancias útiles para ciclistas, como Holanda, Alemania o Inglaterra, pero en general es el propio cicloturista el que va diseñando su itinerario intentando conectar carreteras poco transitadas y/o pistas de tierra en buen estado. Algunas de las rutas más populares son:
Rutas internacionales:

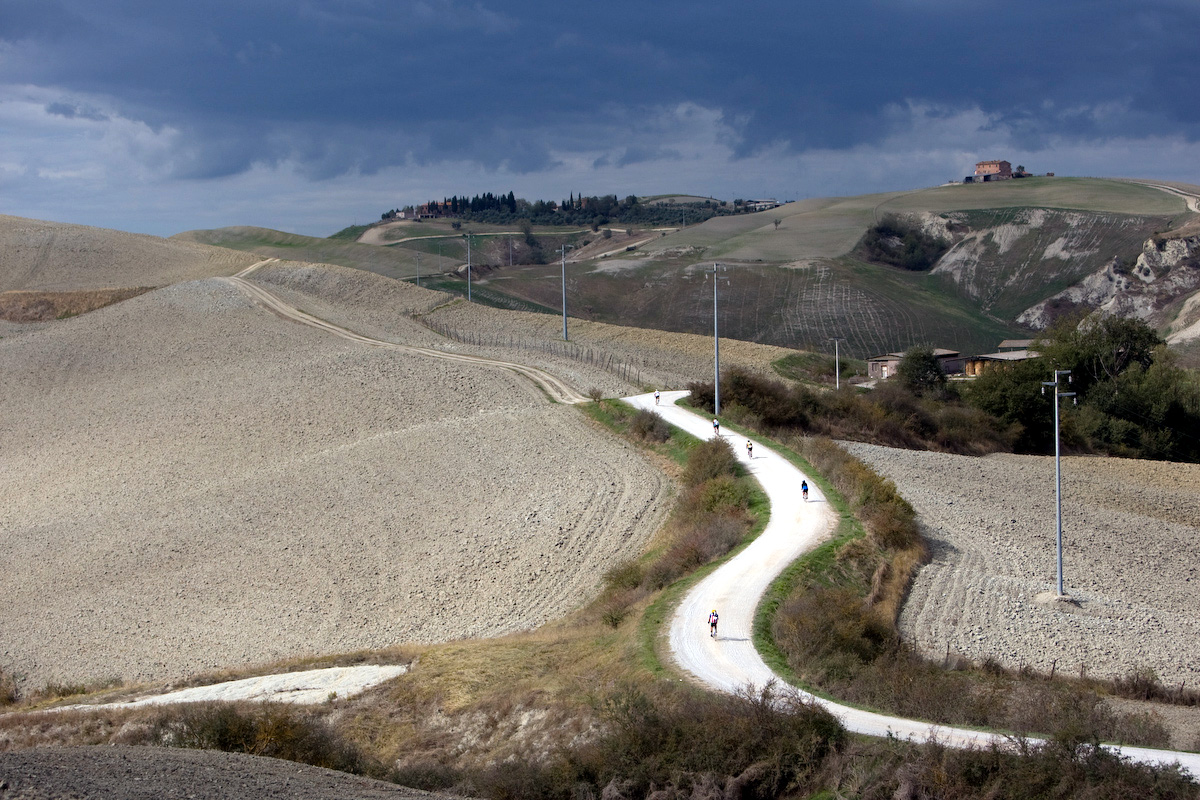
Cicloturismo L'Eroica en el otoño en la región de Chianti en Toscana, Italia

- Europa: Rutas EuroVelo, 12 rutas internacionales de largas distancias que cruzan todo el continente
- América: Carretera Panamericana, Ruta Nacional 40 (Argentina)
- Asia: Ruta de la seda

## Combinación de la bicicleta y otros medios de transporte
El cicloturismo suele ser un tipo de viaje intermodal, que combina la bicicleta con otros medios de transporte, para llegar al punto de comienzo de la ruta. Viajar con la bicicleta y el equipo necesario puede ser engorroso y conviene informarse previamente de la normativa de cada compañía. Para el caso de los trenes puede consultarse este artículo: www.conbici.org Bicis al Tren - Consultado el 26 de julio de 2010.

## Especificaciones de la bicicleta de cicloturismo

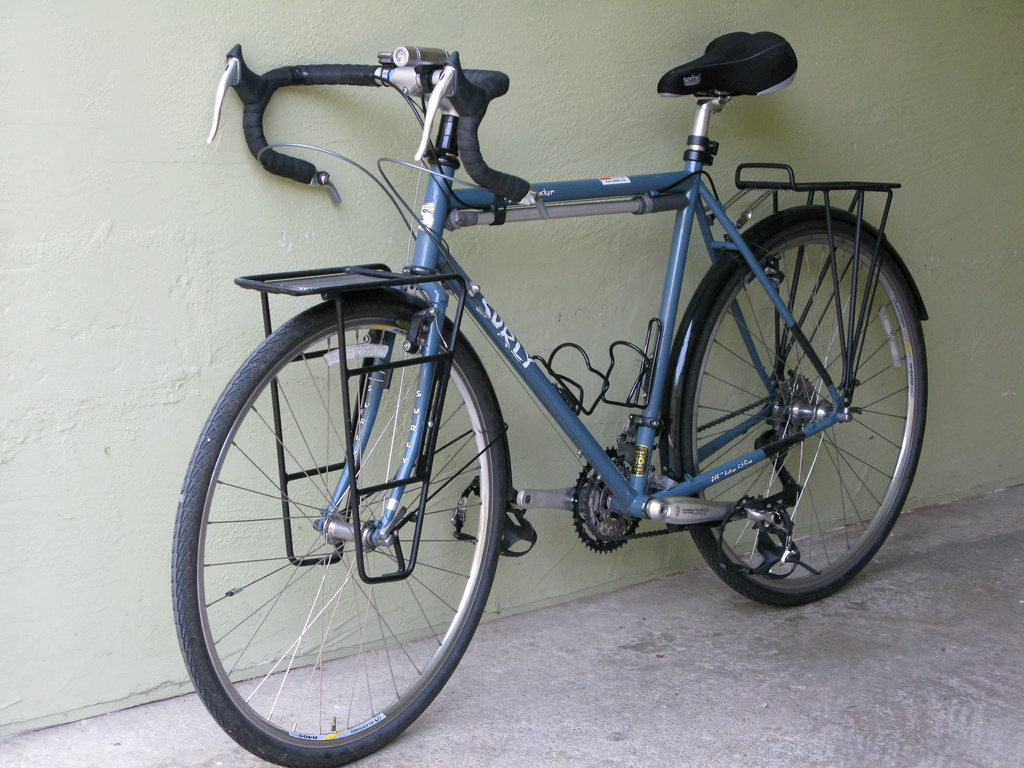
Bicicleta de cicloturismo

Para hacer cicloturismo de alforjas se puede utilizar cualquier bicicleta que sea robusta, con componentes fáciles de encontrar en los lugares que pensemos visitar y que sea cómoda para su dueño. Al margen de esta premisa básica, hay todo tipo de formas de enfocar el cicloturismo de alforjas y se puede utilizar cualquier tipo de bici. Sin embargo se suele entender que una bicicleta específica para cicloturismo tiene los siguientes elementos:
- Cuadro: Puede ser desde cromo-molibdeno a un aluminio de buena aleación. Poniendo la atención en que resista un mayor peso si se viaja con alforjas porque esto implica un peso adicional, pero en general cualquier cuadro de tipo medio es adecuado para iniciar un viaje.
- Alforjas:  A pesar de que no sean componentes intrínsecos de la bici, son un objeto indispensable ya que guardaremos todo nuestro equipaje dentro de ellas. Por ello, es importante escoger unas alforjas que sean impermeables, resistentes, ligeras y con gran capacidad para poder meter todas nuestras cosas en ellas.
- Ruedas: Llantas de doble pared, radiado a tres cruces y cubiertas mixtas de buena calidad son recomendables para asegurar que van a resistir el peso adicional de las alforjas.
- Grupo: Se recomienda llevar una relación de marchas que permita subir cualquier rampa con poco esfuerzo, más cercana a los cambios de MTB que a los de carretera.
- Manubrio: (también denominado manillar):  Los manillares específicos de cicloturismo se denominan manillares de mariposa, pero es posible ver viajes de muy larga distancia con cualquier tipo de manubrio incluyendo de carretera, MTB doble altura y otros.
- Pedales: Se puede usar cualquier tipo de pedal para cicloturismo pero en el caso de optar por pedales de enganches o calas, se deberían combinar con zapatillas específicas mixtas que permitan caminar fuera de la bici por terrenos quebrados sin resbalar.
- Portaequipajes: Los hay traseros y delanteros, de acero y de aluminio. Se recomienda que sean  de  acero y robustos.

## Galería

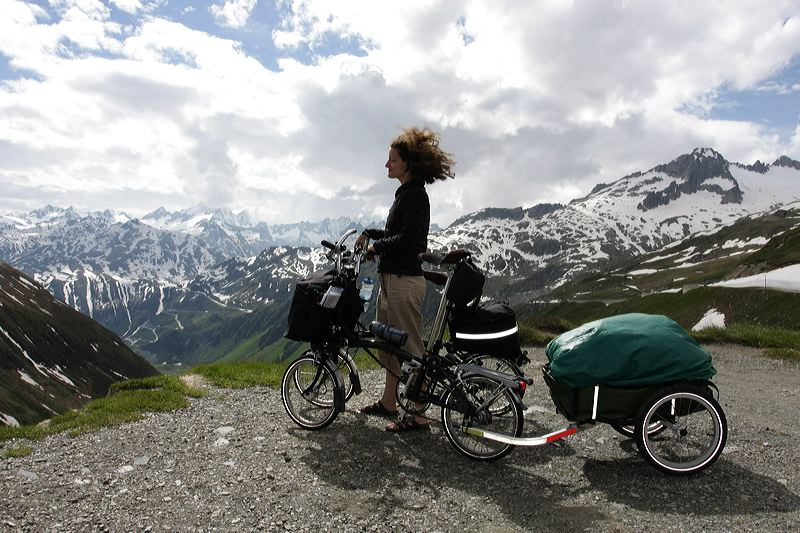
Remolque de bicicleta
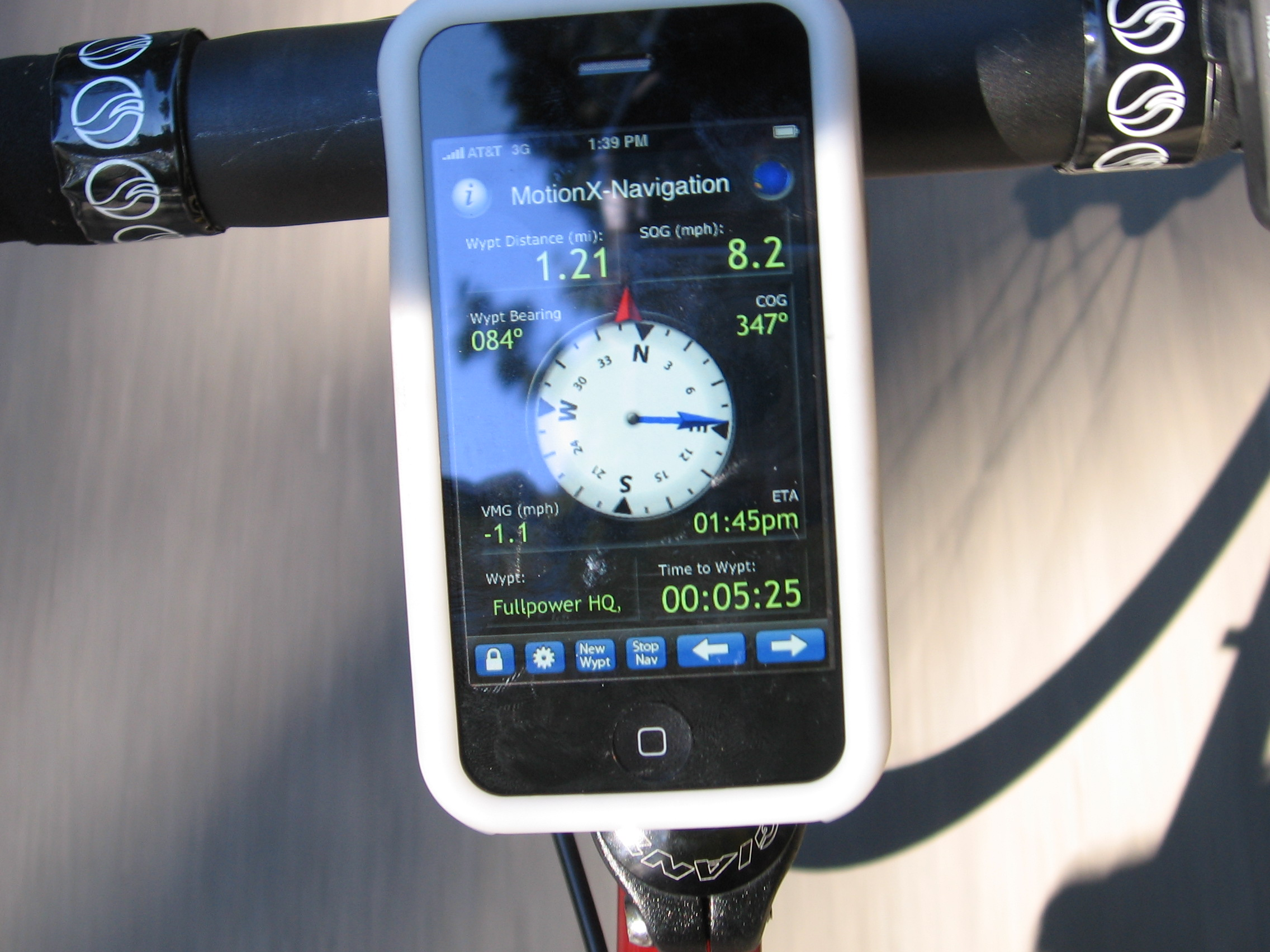
GPS instalado en el manubrio o manillar.
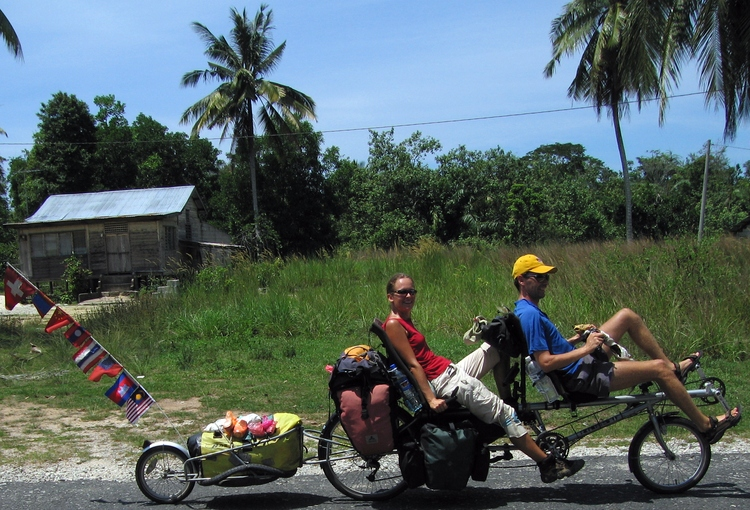
Bicicleta reclinada tipo Tándem
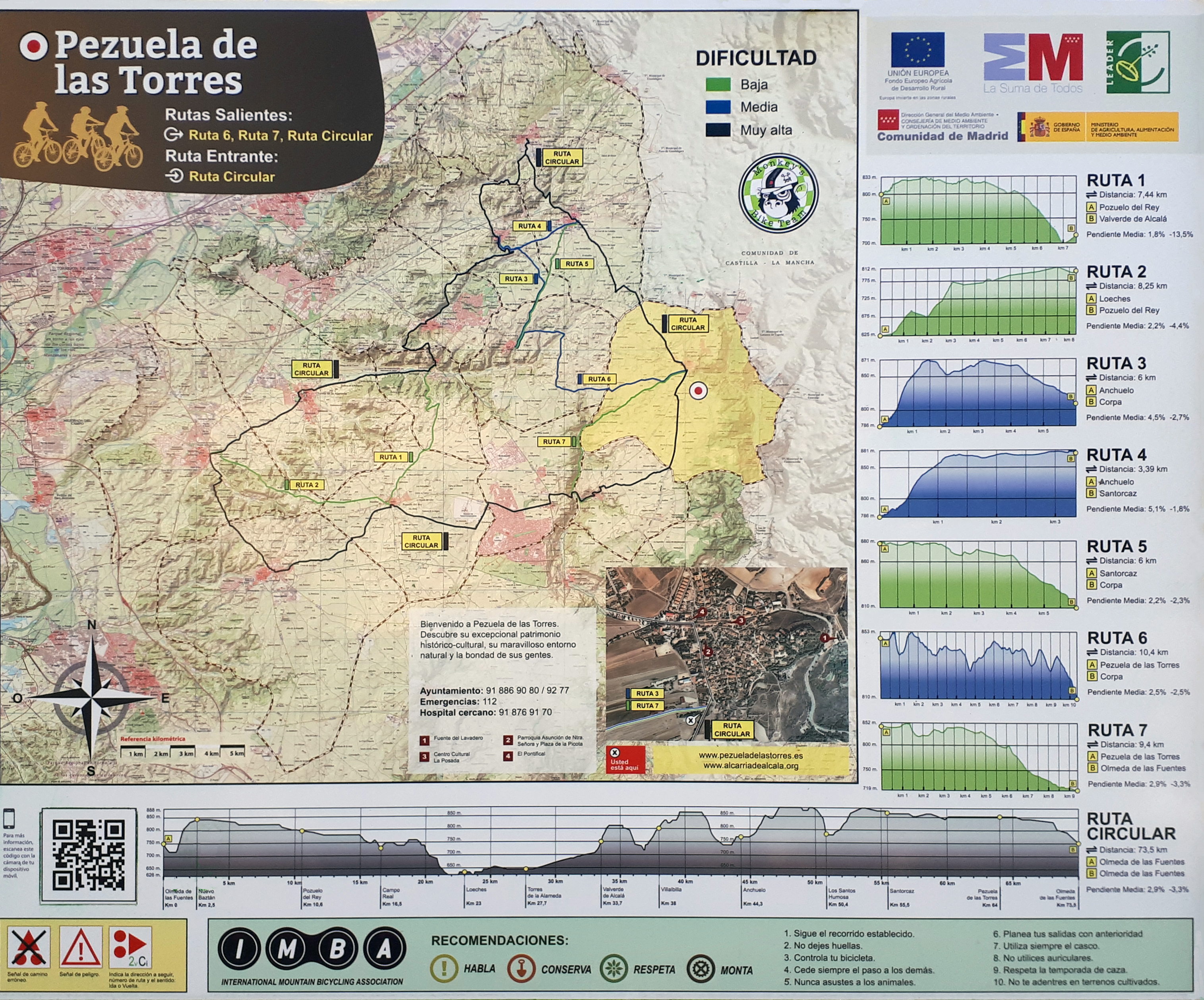
Itinerarios cicloturistas.